# Општина Хартиешти (Арђеш)
Хартиешти (рум. Hârtieşti) општина је у Румунији у округу Арђеш.
Oпштина се налази на надморској висини од 515 m.